# برایان مارکینسون
برایان مارکینسون (انگلیسی: Brian Markinson؛ زادهٔ ۱ ژانویه ۲۰۰۰) یک بازیگر سینما و هنرپیشه اهل کانادا است.
از فیلم‌ها یا مجموعه‌های تلویزیونی که وی در آن‌ها نقش داشته است می‌توان به نفرین عقرب یشمی، خصوصی و شخصی، تاثیرات شخصی، آجیل مخلوط، از پشت خنجر زدن برای تازه‌کارها و فرانکی و آلیس اشاره نمود.